# Fetch (album)
Fetch è il settimo album della band giapponese Melt-Banana, pubblicato il 1º ottobre 2013.

## Tracce
1. Candy Gun – 4:07
2. The Hive – 2:14
3. Vertigo Game – 1:26
4. Lefty Dog (Run, Caper, Run) – 1:52
5. Infection Defective – 4:10
6. My Missing Link – 3:40
7. Zero+ – 2:06
8. Schemes of the Tails – 3:47
9. Lie Lied Lies – 2:03
10. Red Data, Red Stage – 1:41
11. Then Red Eyed – 1:19
12. Zero – 3:45